# Park Narodowy Miwcar Jechi’am
Park Narodowy Miwcar Jechi’am (hebr. גן לאומי מבצר יחיעם, Gan le'umi Mivcar Jechi'am; ang. Mivcar Yehiam National Park) – park narodowy obejmujący park archeologiczny ruin zamku krzyżowców, położony we współczesnym kibucu Jechi’am na północy Izraela.

## Położenie
Park Narodowy jest położony na wysokości około 370 metrów n.p.m. na zachodnim skraju Górnej Galilei. Leży na zachodnich zboczach góry, po której południowej stronie znajduje się głębokie wadi strumienia Jechi’am. Park jest położony na południowych obrzeżach kibucu Jechi’am.

## Historia

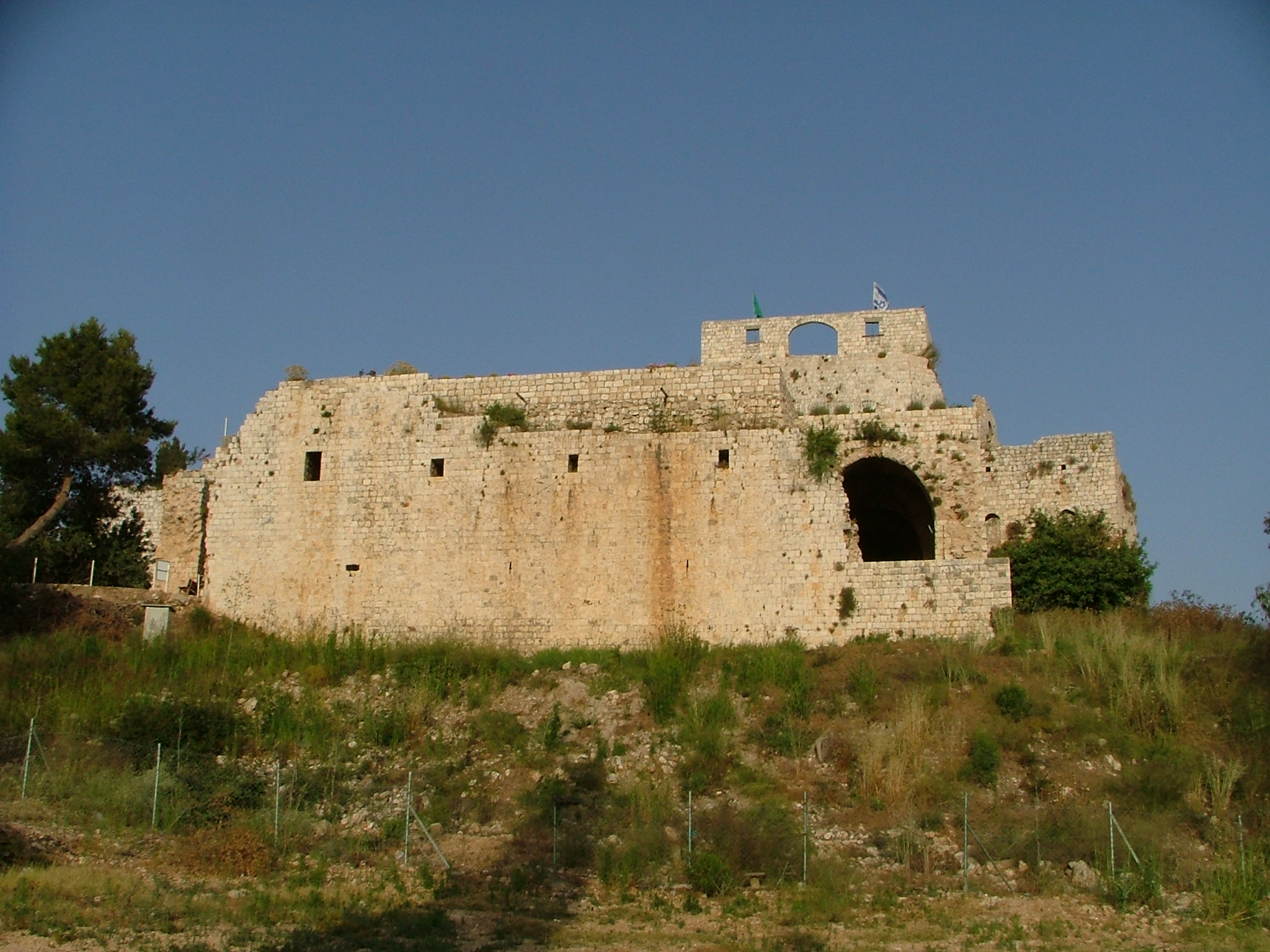
Mury obronne zamku w Jechi’am

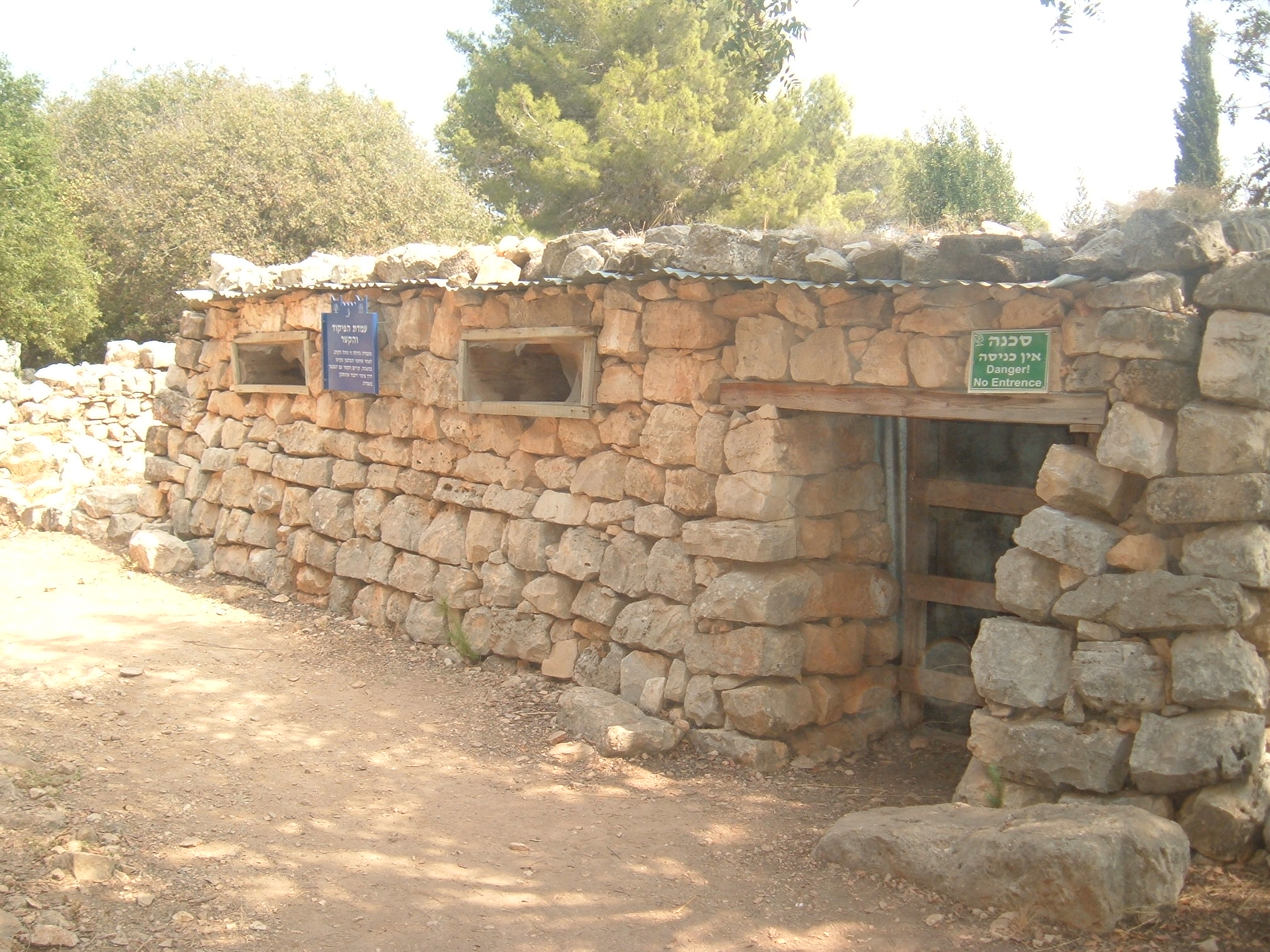
Bunkier służący jako lokalne dowództwo żydowskich obrońców w Jechi’am

Na szczycie wzgórza położonego przy współczesnym kibucu jest położony pochodzący z początku XII wieku zamek krzyżowców, nazywany Judyn. Badania archeologiczne wykazały, że zamek powstał na miejscu wcześniejszych osad z okresów rzymskiego i bizantyjskiego. Wykopaliska prowadzone w 1977 roku odkryły pozostałości niewielkich fortyfikacji broniących klasztor z okresu bizantyjskiego. Odnaleziono pozostałości ścian, pomieszczeń, kolorowe mozaiki podłogowe oraz elementy architektoniczne należące prawdopodobnie do kaplicy. Obecnie istniejące zabudowania pochodzą w większości z XVIII wieku (zbudowane przez Dhaher al-Omara). Dawny zamek krzyżowców składał się z dwóch prostokątnych wież, które znajdowały się w pobliżu południowego urwiska. Wieże były otoczone wysokim murem zamykającym teren o powierzchni około 80x120 metrów. Odległość między wieżami wynosiła około 20 metrów. Między nimi znajdował się dziedziniec wewnętrzny oraz kilka budynków. Większość pomieszczeń znajdowała się w podziemiach, pomiędzy oboma wieżami. Brama wjazdowa znajdowała się po stronie wschodniej. Dwie ocalałe wieże stały się podstawą do budowy późniejszego fortu Dhaher al-Omara. Wschodnia wieża wznosi się na trzy piętra. Jest to rzadki przypadek takiej architektury krzyżowców, ponieważ większość wież budowanych w Królestwie Jerozolimskim wznosiło się jedynie na dwa piętra. Prawdopodobnie wieża była wykorzystywana jako dom dla rycerzy. Brytyjski archeolog Denys Pringle twierdzi, że przy wieży znajdowały się koszary. Oszacował on, że stała załoga zamku liczyła około 20 rycerzy, którym towarzyszyły dodatkowe pomocnicze siły. Druga wieża pełniła funkcję donjonu (miejsca ostatecznej obrony). Znajdowała się ona w najwyższym punkcie fortyfikacji obronnych. Była wzniesiona na podstawie pięciokąta i nie posiadała żadnych okien zewnętrznych. Prawdopodobnie na pierwszym piętrze mieściła magazyny i być może pomieszczenia mieszkalne dla członków arystokracji. Zamek był wybudowany na wzór niemieckiej górskiej twierdzy Münzenberg. Stanowił on element zewnętrznych fortyfikacji obronnych miasta Akka, które w latach 1191-1291 pełniło funkcję stolicy Królestwa Jerozolimskiego. W 1265 roku zamek Judyn został zdobyty i zburzony przez wojska sułtana Bajbarsa. W XVIII wieku odbudował go osmański gubernator Galilei, Dhaher al-Omar. Większość obecnie istniejących budynków pochodzi właśnie z tego okresu. Dhaher al-Omar odbudował mury obronne, wybudował wieże i wykopał fosę wokół zamku. Okoliczni mieszkańcy nazywali go wówczas G'idin. Następnie, w 1775 roku Jezzar Pasza ostatecznie zburzył ten zamek. W kolejnych latach w jego otoczeniu istniała arabska wioska Chirbat Dżiddin. Podczas arabskiego powstania w Palestynie (1936–1939) ruiny zamku służyły jako kryjówka arabskich band walczących z Żydami i władzami Brytyjskiego Mandatu Palestyny. W sąsiedztwie wioski, w 1946 roku powstał żydowski kibuc Jechi’am. W trakcie wojny domowej w Mandacie Palestyny zamek był wykorzystywany jako miejsce obronne mieszkańców kibucu. Znajdowało się w nim lokalne dowództwo kompanii Palmach. W dniu 20 stycznia 1948 roku w zamku bronili się żydowscy obrońcy podczas bitwy o Jechi’am. W trakcie I wojny izraelsko-arabskiej w lipcu 1948 roku Izraelczycy po krótkiej walce zajęli wioskę Kirbat Jiddin, a następnie wysiedlili jej mieszkańców i domy wyburzyli. Po wojnie odbudowano mury obronne zamku i udostępniono zwiedzającym, a następnie w celu właściwej ochrony zamku utworzono park narodowy.

## Park Narodowy
Park obejmuje obszar zamku Judyn oraz tereny bezpośrednio sąsiadujące z nim. W centrum twierdzy wznoszą się pozostałości masywnej wieży, której styl architektoniczny odbiega od pozostałych budynków. Z wieży rozciąga się panorama na okolicę. Obszar wokół wieży jest najbardziej imponującym fragmentem dawnego zamku krzyżowców. W innych częściach można oglądać zachowane mury obronne, ściany skarbca, budynki z ostrymi sklepieniami, systemy strzelnic w murach oraz bramę wjazdową.

### Turystyka
Czas zwiedzania wynosi około dwóch godzin. Część terenu parku jest dostępna dla osób niepełnosprawnych. Znajduje się tutaj restauracja, tereny piknikowe oraz punkt widokowy na okoliczne góry. W sąsiednim kibucu istnieje możliwość wynajęcia kwater na nocleg.